# Gnetgräs
Gnetgräs (Gastridium ventricosum) är en gräsart som först beskrevs av Antoine Gouan, och fick sitt nu gällande namn av Schinz och Albert Thellung. Enligt Catalogue of Life ingår Gnetgräs i släktet gnetgrässläktet och familjen gräs, men enligt Dyntaxa är tillhörigheten istället släktet gnetgrässläktet och familjen gräs. Arten förekommer tillfälligt i Sverige, men reproducerar sig inte. Inga underarter finns listade i Catalogue of Life.

## Bildgalleri

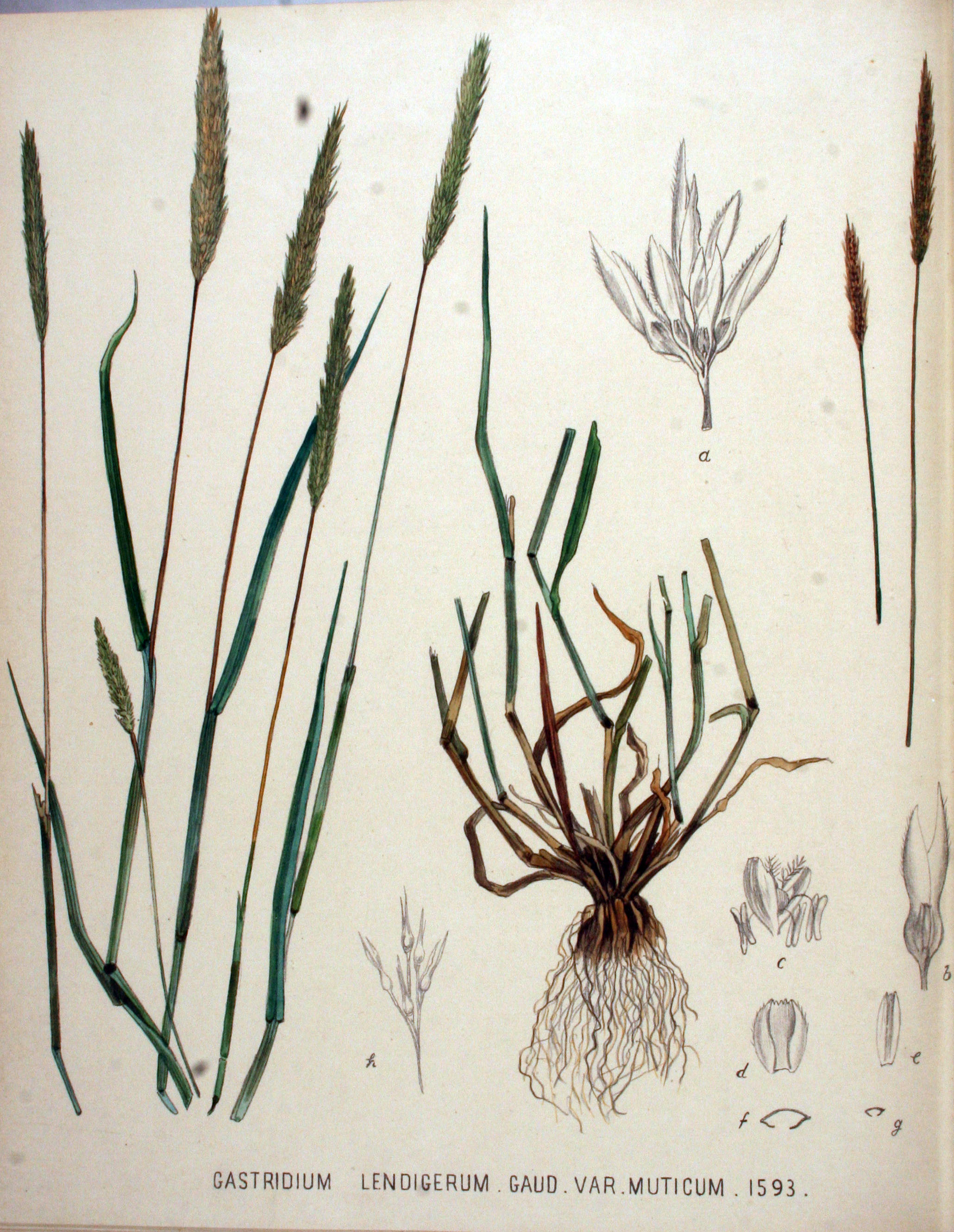